# Ferdinand Bilali
Ferdinand Bilali (Elbasan, 10 aprile 1969) è un allenatore di calcio ed ex calciatore albanese, di ruolo centrocampista.

## Carriera

### Giocatore

#### Club
Ha giocato nella prima divisione albanese.

#### Nazionale
Ha collezionato una presenza con la nazionale albanese nel 1992.

### Allenatore
Il 2 ottobre 2023 entra a far parte dello Shkumbini. Il 2 gennaio 2024 viene licenziato, visto i risultati non ottimali ottenuti dal club.

## Palmarès

### Club

#### Competizioni nazionali
- Coppa d'Albania: 1

Elbasani: 1991-1992
- Supercoppa d'Albania: 1

Elbasani: 1992